# Artère ophtalmique

Schéma représentant le polygone de Willis

L’artère ophtalmique est une branche de l'artère carotide interne par laquelle sont irrigués l'œil et d'autres structures dans l'orbite (muscles, ligaments, etc.). Elle entre dans l'orbite par le canal optique, accompagnant le nerf optique. Elle se positionne au départ en dessous du nerf optique, puis va le croiser par-dessus en passant en latéral (extérieur) pour rejoindre la partie médiale de l'orbite (intérieure).
Les branches de l'artère ophtalmique sont souvent subdivisées en groupe orbital et groupe oculaire.

## Groupe orbital
Le groupe orbital, les vaisseaux de distribution de l'orbite et les pièces environnantes, inclut :
- artère lacrymale ;
- artère supra-orbitaire ;
- artère ethmoïdale postérieure ;
- artère ethmoïdale antérieure ;
- artère palpébrale interne ;
- artère supra-trochléaire, également connue sous le nom d'artère frontale ;
- artère nasale dorsale.

## Groupe oculaire
Le groupe oculaire, les vaisseaux de distribution à l'œil et ses muscles, inclut :
- longue artère ciliaire postérieure ;
- courte artère ciliaire postérieure ;
- artère ciliaire antérieure ;
- artère centrale de la rétine ;
- artères musculaires.

## Vascularisation
Branches de l'approvisionnement ophtalmique d'artère :
- ventre frontal du muscle d'occipitofrontalis ;
- muscle oblique inférieur ;
- muscle oblique supérieur ;
- muscle droit inférieur ;
- muscle droit supérieur ;
- muscle droit latéral ;
- muscle droit médial ;
- glande lacrymale ;
- muscle élévateur de la paupière supérieure ;
- muscle de Nasalis ;
- procerus ;